# Mưa rào mùa thu
Mưa rào mùa thu (가을소나기 / Gaeul Sonagi) là một bộ phim truyền hình năm 2005 của đài MBC. Phim được quay từ 21 tháng 9 năm 2005 đến 11 tháng 10 năm 2005.

## Tóm tắt phim
Choi Yon Jae làm chức vụ đại diện cho 1 công ty, vợ anh là Lee Gyoo Eun, một tiến sĩ hóa sinh rất tài năng, cô là người mạnh mẽ và nghị lực, nhưng sau một tai nạn, cô trở thành người thực vật và được chồng mình hết lòng chăm sóc. Bên cạnh đó, Park Yun Son, người bạn thân của Gyoo Eun lúc này cũng đem lòng yêu Yon Jae.

## Diễn viên
- Oh Ji-ho trong vai Choi Yoon-jae
- Kim So-yun trong vai Lee Kyu-eun
- Jung Ryu-won trong vai Park Yeon-seo
- Lee Chan-hee trong vai Kim Soo-hyung
- Park Dong-choon trong vai cha của Yeon-seo
- Han Jung-hee trong vai mẹ của Yeon-seo
- Nam Kyung-mi trong vai mẹ ghẻ của Yeon-seo
- Choi Suk-won trong vai cha của Yoon-jae
- Kang Hyung-sook trong vai mẹ của Yoon-jae
- Hwang Woo-jin trong vai Hwang Park-soo